# تصميم عمراني

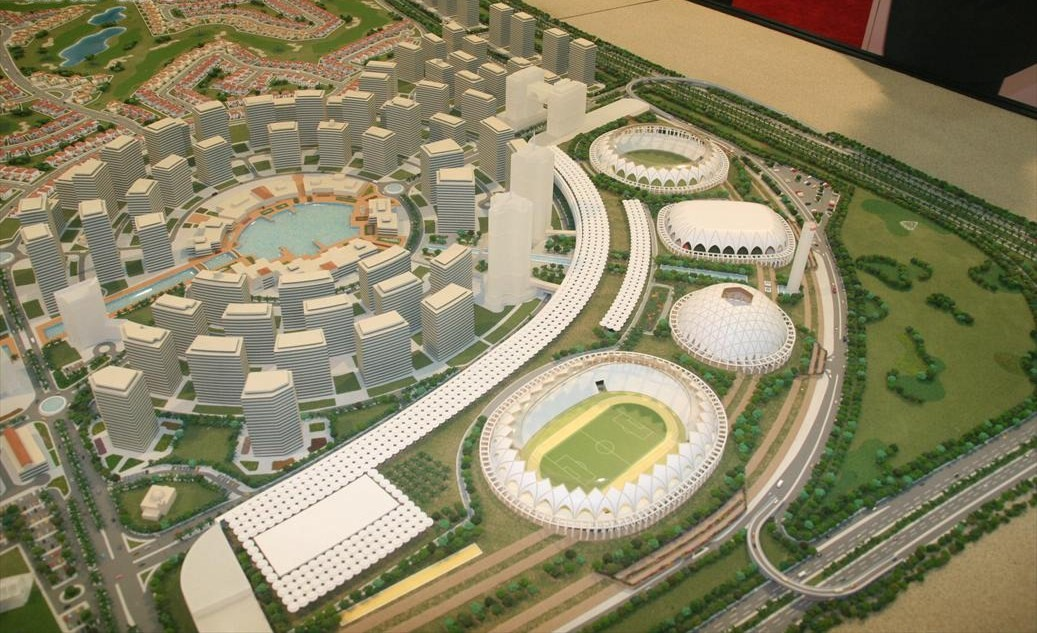

التصميم العمراني أو التصميم الحضر هو نهج لتصميم المباني والمساحات بينها، يركز على عمليات ونتائج تصميم محددة بناءً على الموقع الجغرافي، بالإضافة إلى تصميم وتشكيل السمات المادية للبلدات والمدن والمساحات الإقليمية، يأخذ التصميم الحضري في الاعتبار قضايا الصورة الأكبر المتعلقة بالقيمة الاقتصادية والاجتماعية والبيئية والتصميم الاجتماعي، حيث يمكن أن يتراوح نطاق المشروع من شارع محلي أو مساحة عامة إلى مدينة بأكملها والمناطق المحيطة بها. ويقوم مصممو المدن بربط مجالات الهندسة المعمارية وهندسة المناظر الطبيعية والتخطيط الحضري لتنظيم البيئات المحلية والمجتمعية المعتمدة على الموقع الجغرافي بشكل أفضلوهو مدخل متعدد الأنظمة يحل المشاكل العمرانية المعقدة والمختلفة وهو يربط بين المواقع المعمارية وحركة التقل والمواصلات والاتصالات والنواحي التخطيطية الاجتماعية والسياسية والعمرانية والاقتصادية.

## نظرية التصميم الحضري
يتعامل التصميم الحضري مع نطاق أوسع من مجموعات المباني والبنية الأساسية والشوارع والأماكن العامة والأحياء والمناطق بأكملها والمدن بأكملها، بهدف إنشاء بيئات حضرية عادلة وجميلة وأدائية ومستدامةالتصميم الحضري هو مجال متعدد التخصصات يستخدم إجراءات وعناصر الهندسة المعمارية والمهن الأخرى ذات الصلة، بما في ذلك تصميم المناظر الطبيعية، والتخطيط الحضري، والهندسة المدنية، والهندسة البلدية،مع التوسع في العلوم المكانية. وهو يستعير المعرفة الموضوعية والإجرائية من الإدارة العامة وعلم الاجتماع والقانون والجغرافيا الحضرية والاقتصاد الحضري وغيرها من التخصصات ذات الصلة بالعلوم الاجتماعية والسلوكية، وكذلك من العلوم الطبيعيةوفي الآونة الأخيرة ظهرت مجالات فرعية مختلفة من التصميم الحضري مثل التصميم الحضري الاستراتيجي، والتخطيط الحضري للمناظر الطبيعية، والتصميم الحضري الحساس للمياه، والتخطيط الحضري المستدام. يتطلب التصميم الحضري فهم مجموعة واسعة من الموضوعات من الجغرافيا الطبيعية إلى العلوم الاجتماعية، والتقدير للتخصصات، مثل تطوير العقارات، والاقتصاد الحضري، والاقتصاد السياسي، والنظرية الاجتماعية.
تتعامل نظرية التصميم الحضري في المقام الأول مع تصميم وإدارة الفضاء العام أي البيئة العامة أو المجال العام، والطريقة التي يتم بها استخدام الأماكن العامة وتجربتها، وتشمل المساحة العامة مجموع المساحات التي يستخدمها عامة الناس بحرية على أساس يومي، مثل الشوارع والساحات والمتنزهات والبنية التحتية العامة، وتساهم بعض جوانب المساحات المملوكة للقطاع الخاص، مثل واجهات المباني أو الحدائق المنزلية، أيضًا في الفضاء العام، وبالتالي يتم أخذها في الاعتبار أيضًا في نظرية التصميم الحضري. ومن بين الكتاب المهمين في نظرية التصميم الحضري كريستوفر ألكسندر، وبيتر كالثورب، وجوردون كولين، وأندريس دواني، وجين جاكوبس، وجان جيل، وآلان ب. جاكوبس، وكيفن لينش، وألدو روسي، وكولين رو، وروبرت فينتوري، وويليام إتش وايت، وكاميلو سيت، وبيل هيلير بنية الفضاء، وإليزابيث بلاتر زيبرك.

## التاريخ
على الرغم من أن الاستخدام المهني المعاصر لمصطلح التصميم الحضري يعود إلى منتصف القرن العشرين، إلا أن التصميم الحضري بحد ذاته كان يُمارس على مر التاريخ، وتوجد أمثلة قديمة للمدن المخططة والمصممة بعناية في آسيا وأفريقيا وأوروبا والأمريكيتين، وهي معروفة بشكل خاص في الثقافات الصينية الكلاسيكية والرومانية واليونانية. على وجه التحديد، كان هيبوداموس من ميليتوس مهندسًا معماريًا ومخططًا حضريًا يونانيًا قديمًا مشهورًا، وأكاديميًا شاملاً يُعتبر غالبًا أب التخطيط الحضري الأوروبي، واسم خطة هيبوداميوس، المعروفة أيضًا باسم مخطط الشبكة لتخطيط المدينة.
في كثير من الأحيان وبشكل خاطئ، يُنظر إلى المدن الأوروبية في العصور الوسطى على أنها نماذج للتطور الحضري غير المصمم أو العضوي. هناك العديد من الأمثلة على التصميم الحضري المدروس في العصور الوسطىفي إنجلترا، وتم تصميم العديد من المدن المدرجة في Burghal Hidage في القرن التاسع على شكل شبكة، ومن الأمثلة على ذلك ساوثهامبتون، وويرهام، ودورست، ووالينجفورد، وأكسفوردشاير، والتي تم إنشاؤها بسرعة لتوفير شبكة دفاعية ضد الغزاة الدنماركيينجلبت أوروبا الغربية في القرن الثاني عشر التركيز المتجدد على التحضر كوسيلة لتحفيز النمو الاقتصادي وتوليد الإيراداتأدى نظام البورغاج الذي يرجع تاريخه إلى ذلك الوقت وقطع الأراضي المرتبطة به إلى جلب شكل من أشكال التصميم التنظيمي الذاتي إلى المدن في العصور الوسطى.
على مر التاريخ، كان تصميم الشوارع والتكوين المتعمد للأماكن العامة بالمباني يعكس المعايير الاجتماعية أو المعتقدات الفلسفية والدينية المعاصرةومع ذلك، يبدو أن الرابط بين المساحة الحضرية المصممة والعقل البشري ثنائي الاتجاه. في الواقع إن التأثير العكسي للبنية الحضرية على السلوك البشري وعلى الفكر يتضح من خلال الدراسات الرصدية والسجلات التاريخية، هناك مؤشرات واضحة على التأثير الذي أحدثه تصميم المدن في عصر النهضة على فكر يوهانس كيبلر وجاليليو جاليليلقد سبق لرينيه ديكارت أن أكد في خطابه عن المنهج على التأثير الذي خلفته المدن الجديدة المخطط لها في عصر النهضة على فكره، وهناك أدلة كثيرة على أن مشهد الشوارع في عصر النهضة كان أيضًا الحافز الإدراكي الذي أدى إلى تطوير الهندسة الإحداثية.

### العصر الحديث المبكر
ترتبط بدايات التصميم الحضري الحديث في أوروبا بعصر النهضة، ولكن بشكل خاص بعصر التنويرغالبًا ما كانت المدن الاستعمارية الإسبانية مخططة، كما كانت بعض المدن التي استوطنتها ثقافات إمبراطورية أخرىوقد جسدت هذه الخطط في بعض الأحيان طموحات مثالية فضلاً عن أهداف تتعلق بالوظائف والحكم الرشيد، كما حدث مع خطة جيمس أوغلثورب لمدينة سافانا في جورجيافي العصر الباروكي، تم توسيع نطاق مناهج التصميم التي تم تطويرها في الحدائق الفرنسية الرسمية مثل فرساي لتشمل التطوير الحضري وإعادة التطوير، في هذه الفترة عندما لم تكن التخصصات المهنية الحديثة موجودة، كان التصميم الحضري يتولى القيام به أشخاص لديهم مهارات في مجالات متنوعة مثل النحت، والهندسة المعمارية، وتصميم الحدائق، والمساحة، وعلم الفلك، والهندسة العسكرية. في القرنين الثامن عشر والتاسع عشر، ربما كان التصميم الحضري مرتبطًا ارتباطًا وثيقًا بالمهندسين والمساحين والمعماريين، وقد جلبت الزيادة في عدد السكان الحضريين معها مشاكل الأمراض الوبائية، وكان الرد عليها هو التركيز على الصحة العامة، وصعود الهندسة البلدية في المملكة المتحدة وإدراج أحكام في التشريع البريطاني مثل الحد الأدنى لعرض الشوارع فيما يتعلق بارتفاع المباني من أجل ضمان الإضاءة والتهوية الكافية. كان الكثير من أعمال فريدريك لو أولمستيد مرتبطًا بالتصميم الحضري، كما بدأت مهنة الهندسة المعمارية للمناظر الطبيعية التي تشكلت حديثًا في لعب دور مهم في أواخر القرن التاسع عشر.

### التصميم الحضري الحديث
في القرن التاسع عشر، كانت المدن تتطور صناعياً وتتوسع بمعدل هائل. وكانت الشركات الخاصة هي التي تحكم إلى حد كبير وتيرة وأسلوب هذا التطور، وقد أدى التوسع إلى خلق العديد من الصعوبات للطبقة العاملة الفقيرة، وتزايد الاهتمام بالصحة العامة، ومع ذلك فإن أسلوب عدم التدخل في الحكم، الذي كان رائجاً في معظم العصر الفيكتوري، بدأ يفسح المجال لليبرالية الجديدة، وهذا أعطى المزيد من القوة للجمهور، أراد الجمهور أن توفر الحكومة للمواطنين، وخاصة عمال المصانع، بيئة أكثر صحة. في حوالي عام 1900، ظهر التصميم الحضري الحديث من خلال تطوير النظريات حول كيفية التخفيف من عواقب العصر الصناعي.
كان أول من وضع نظرية التخطيط الحضري الحديث هو السير إبينيزار هوارد، ورغم أن أفكاره كانت مثالية، فقد تم تبنيها في جميع أنحاء العالم لأنها كانت عملية للغاية، وكان هو من بدأ حركة المدينة الحدائقيةفي عام 1898. كان من المفترض أن تكون مدن الحدائق الخاصة به عبارة عن مجتمعات مخططة ومكتفية ذاتيا محاطة بالحدائق، وأراد هوارد أن تكون المدن متناسبة مع وجود مناطق منفصلة للمساكن والصناعة والزراعة، مستوحى من الرواية الطوباوية بالنظر إلى الوراء وكتاب هنري جورج بعنوان التقدم والفقر، نشر هوارد كتابه بعنوان مدن الحدائق في الغد، في عام 1898، ويعتبر عمله مرجعًا مهمًا في تاريخ التخطيط الحضريلقد تصور أن المدينة الحديقة المكتفية ذاتيا ستستوعب 32000 شخص على مساحة 6,000 أكر (2,428 ها). لقد خطط لنمط متحد المركز مع مساحات مفتوحة وحدائق عامة وستة شوارع شعاعية، بمساحة 120 قدم (37 م) عرضًا، ممتدًا من المركز، وعندما وصل عدد سكانها إلى الحد الأقصى، أراد هوارد إنشاء مدينة حدائقية أخرى قريبة منها، لقد تصور مجموعة من المدن الحدائقية كأقمار صناعية لمدينة مركزية يبلغ عدد سكانها 50 ألف نسمة، وترتبط بالطرق والسكك الحديديةوتم إنشاء نموذج للمدينة الحدائقية لأول مرة في ليتشوورث، ومدينة ويلوين جاردن في هيرتفوردشاير. امتدت حركة هوارد إلى التخطيط الإقليمي على يد السير فريدريك أوزبورن.

### القرن العشرين
في أوائل القرن العشرين، أصبح التخطيط الحضري احترافيًا، بفضل مدخلات من أصحاب الرؤى المثالية والمهندسين المدنيين والمستشارين المحليين، وتم تطوير مناهج جديدة لتصميم المدينة للنظر فيها من قبل صناع القرار مثل المسؤولين المنتخبين، وفي عام 1899 تأسست جمعية التخطيط الحضري والريفي، في عام 1909، قدمت جامعة ليفربول أول دورة أكاديمية في التخطيط الحضريوتم تجسيد التخطيط الحضري رسميًا لأول مرة في قانون الإسكان والتخطيط الحضري لعام 1909، حيث أجبرت مدينة الحدائق التي أنشأها هوارد السلطات المحلية على تقديم نظام حيث يتوافق جميع بناء المساكن مع معايير بناء محددةفي المملكة المتحدة، بعد هذا القانون بدأ المساحون والمهندسون المدنيون والمعماريون والمحامون العمل معًا داخل السلطات المحلية، وفي عام 1910، أصبح توماس آدامز أول مفتش تخطيط حضري في مجلس الحكومة المحلية وبدأ الاجتماع مع الممارسين، في عام 1914 تم إنشاء معهد تخطيط المدينة ولم يتم تأسيس أول دورة تدريبية للتخطيط الحضري في أمريكا حتى عام 1924 في جامعة هارفارد، وقام المتخصصون بتطوير مخططات لتطوير الأراضي، وتحويل تخطيط المدن إلى مجال جديد من الخبرة.
في القرن العشرين، تغيرت التخطيط الحضري بسبب صناعة السيارات، وأثر التصميم الموجه نحو السيارات على ظهور التصميم الحضري، حيث أصبحت تخطيطات المدن الآن تدور حول الطرق وأنماط المرور. في يونيو 1928، تأسست المؤتمرات الدولية للعمارة الحديثة (CIAM) في قصر لا ساراز في سويسرا، من قبل مجموعة من 28 معماريًا أوروبيًا نظمهم لو كوربوزييه، وهيلين دي ماندروت، وسيغفريد جيديون. كان CIAM واحدًا من العديد من البيانات الصادرة في القرن العشرين والتي كانت تهدف إلى تعزيز قضية الهندسة المعمارية كفن اجتماعي.

### ما بعد الحرب
كان الفريق X عبارة عن مجموعة من المهندسين المعماريين وغيرهم من المشاركين المدعوين الذين اجتمعوا في يوليو 1953 في المؤتمر التاسع للمؤتمرات الدولية للهندسة المعمارية الحديثة (CIAM)، وأحدثوا انقسامًا داخل CIAM من خلال تحدي نهجها العقائدي تجاه التخطيط الحضري. في عام 1956 تم استخدام مصطلح التصميم الحضري لأول مرة في سلسلة من المؤتمرات التي استضافتها جامعة هارفارد، وقد وفر الحدث منصة لبرنامج التصميم الحضري بجامعة هارفارد، كما استفاد البرنامج من كتابات مفكري التخطيط الحضري المشهورين مثل جوردون كولين، وجين جاكوبس، وكيفن لينش، وكريستوفر ألكسندر.
في عام 1961، نشر جوردون كولين كتاب المشهد الحضري الموجز، وقام بدراسة النهج الفني التقليدي لتصميم المدينة من قبل منظرين مثل كاميلو سيت، باري باركر، وريموند أونوين، كما ابتكر كولين أيضًا مفهوم الرؤية التسلسلية، وقد تم تعريف المشهد الحضري على أنه سلسلة من المساحات المترابطة.

## مبادئ التصميم العمراني
- إمكانية الوصول توفير وسيلة آمنة وسهلة للتنقل بين المساحات والمناطق.
- المجتمع المدني، توفير مساحات للناس حيث يمكنهم الاجتماع بحرية مع بعضهم البعض كمواطنين متساويين، مشكلاً عنصرا هاما في بناء مدينة اجتماعية.
- لابد من التعامل مع المنطقة بصورة شاملة وليس بدراسة عنصر واحد لكي يصل إلى تخطيط مناسب لتلك المنطقة.
- التصميم العمراني هو حلقة الوصل بين تخطيط المدن والتصميم المعماري.
- لابد من وجود الفراغات العامة للمدينة لكي تكون لها حياة ولابد من الاهتمام بالشوارع والمييادين.
- كيفين ليتنس قال: لابد من عدم الاستعانة عند تصميم المدينة أو التتصميم العمراني برأي المصمم فقط ولكن لابد من عمل استبيان لاراء الناس كلها، فكلهم يشاركون في التصميم وجمع الأفكار، ولابد من جمع افكار من كل الناس لكي يستطعوا ان يتعايشوا مع العمران.

## عناصر التصميم
أهم عناصر التصميم:
- حسب الشيء أو الغرض الذي يتم دراسته

الطرق
- الأطراف
- معالم الأرض (العلامات المميزة)
- المنطقة
- العُقَد
- القنوات والمجاري

خمسة عناصر تتضمن:
1- Path
2- Edges
3- Districts
4- nodes
5- Landmark

## علاقة التصميم الحضري ب تخطيط المدن
ما علاقة التصميم الحضري بـ تخطيط المدن ؟
- يضيف عامل في تخطيط المدينة الا هو العامل البصري.
- العنصر البصري يسمى أحيانا بعلم عنذ علم العمارة visual arch.
- معظم المعماريين يعتقدون أن منظر المدينة يعتمد على العمارة.
- يدخل مع الجزء العمراني والاجتماعي لكي يشكل الـ form الخاص بالمدينة حيث الكثافات وتشكيل ال urban والفراغات.
- التخطيط لا يتعامل مع الزمن ولكن يتعامل مع زمن الهدف.
- مع ال urban هنال فترة زمن تمشى ومن خلالها نشاهد اشياء ونخس اشياء وهناك انشطة تحدث.
- الزمن يخقق العامل الذي يجعلني اشاهد وارى الأشياء.
- الأنسان هو الهدف الرئيسي قبل التخطيط الاستراتيجي لأي مشروع

## ابعاد التشكيل البصري للمدينة
- الارتفاع
- الزمان
- التشكيل البصري اشبة ما يكون بالفنون الزمنية كالتلوين والتشكيل وغيرها...
- التصميم العمراني يبداء من التفاصيل المعمارية حتى المستوى الإقليمي.

النواحي التي يتم من خلالها دراسة المدينة:
- التاريخية : هنالك النظريات التي تفسر تركيب المدن الحالي على الرغم من تراكم نمو متوالية من المركز للاطراف.
- الوظيفية يوجد عديد من النظريات التي تقسم تركيب الاستعملات وتوزيع الحدمات (خلقات-القطاعات-الأماكن المركزية)
- الاقتصادية هنالك نظريات توطين ترجع للعوامل الاقتصادية في توزيع الأراضي مثل ارتفاع ثمن الأرض ووسائل النقل فهذا يرتبط بإمكانية الوصول للمكان وكلما زادت هذة الإمكانية كلما لكي تحمع ثمن الأرض فهذا يؤثر على شكل المدينة وعلى كثافتها
- الاجتماعية
- البصرية تهتم بالتشكيل البصري أو المرئي visual form، ونطلق عليها المنظر العام أو عمارة المدينة هذا التشكيل ينطبع في ذهن المشاهد

## العناصر الطبيعية
•	لابد ان اعمل المخططات والمناظلر الطبيعية التي تظهر المخطط للمدينة.
•	شبكة المحاور تهتم بالمناطق المفتوحة داخل المدينة تربط بعضها لبعض منخلال المسارات ممكن ان تصنف انها تابعة لل landscape و urban.
•	التشكيل البصريللمدينة يرتبط بتتابع الفراغات والانشطة والتتابع الزمني فيما يسمى بالنتتابعة في تصميم المسارات.
•	كلما زادت سرعة الطريق كلما قلت التفاصيل مثل الطرق highway وطريق صلاح سالم وعلى العكس شارع المعز.
•	طريقة تصميم المدينة أو المناطق الكبيرة مثل القاهرة التاريخية يختلف تصميمها عن الطرق التصميم المعماري فلا يصح ان اعمل models معمارية فقط، لابد ام انظر للمدينة من كل النواحي الخاصة بها مثل المسارات والمتتابعات البصرية المتواجدة على الطرق.

## وصلات خارجية
- موقع الجمعية العربية للعمارة والتصميم ومجلة بــنـاة